# Tubby Hall
Alfred „Tubby“ Hall (* 12. Oktober 1895 in Sellies, Louisiana; † 13. Mai 1946 in Chicago) war ein amerikanischer Jazzschlagzeuger des New Orleans Jazz.
Tubby Hall ist der ältere Bruder des Schlagzeugers „Minor“ Ram Hall. Er spielte von 1913 bis 1917 in verschiedenen Orchestern in New Orleans, wie in den Marching Bands von Buddie Petit und ging 1917 nach Chicago, wo er bei Sugar Johnny Smith spielte. Dann war er für 18 Monate als Soldat in Frankreich; nach seiner Rückkehr vom Kriegsdienst spielte er in Chicago mit New Orleans Jazzbands, wie der von Jimmie Noone 1921, Tiny Parham, Johnny Dodds, Carroll Dickerson sowie mit Louis Armstrong 1926/27 und 1931/32. Er ist auch in Armstrongs Filmen der frühen 1930er zu sehen. In den 1930er Jahren arbeitete er u. a. mit Frankie „Half Pint“ Jaxon und Jimmie Noone (1934/36).